# Кучетата на войната (книга)
Кучетата на войната (на английски: The Dogs of War) е роман на писателя Фредерик Форсайт в жанра военно-политически трилър, публикуван през 1974 г. Романът описва подготовката и изпълнението на един преврат в измислената африканска страна Зангаро. През 1970 г. Форсайт е написал много статии за войната за независимост между Нигерия и Биафра, и журналистическите му материали са послужили за основа на книгата му. Прототипът на „република Зангаро“ е Екваториална Гвинея.

## Сюжет
Внимание:  Текстът по-долу разкрива сюжета на произведението (или части от него)!
В далечната африканска страна Зангаро самоукият геолог Джак Мълрони провежда изследвания на Кристалната планина. Предварителните анализи показват, че в недрата на планината се съдържа калай, но рудата е твърде бедна. Инвестирането и разработването на мината ще бъде нерентабилно, но Мълрони все още изпраща проби в Лондон, до главния офис на голямата минна компания „МанКон“. Един по-задълбочен химичен анализ на пробите, изпратени от Зангаро е сензационен: в Кристална планина има огромно находище на платина, с най-богат клас на благородния метал. Предварителните изчисления показват, че приходите от развитието на областта ще са 10 милиарда долара. Въпреки това, не всичко е толкова просто...
... След независимостта, властта в Зангаро взема Жан Кимба, кървав и полулуд диктатор. „Президентът на живота“ успява само в едно – в безброй убийства и жестокости. Икономиката и търговията на страната са унищожени, навсякъде цари ужасна бедност. Единственият източник на помощ за републиката е Съветския съюз, който доставя на Кимба пари и оръжие, надявайки се да го привлече към „социалистическия лагер“.
Сър Джеймс Мансън, ръководител на корпорацията „МанКон“, знае, че ако се опита да започне разговори с президента Кимба за Кристалната планина, ще бъде безполезно. Съветският съюз няма да позволи в страната, която се намира в зоната на неговото влияние, да започне работа английска корпорация. А и Жан Кимба е прекалено алчен, и следователно доходите от развитието на платинената мина ще бъдат минимални за Мансън.
Затова Джеймс Мансън взема неочаквано решение. Той планира преврат в Зангаро, а след това ще сключи изгоден договор с президента-марионетка, който ще смени Кимба. За изпълнението на плана си Мансън привлича един от най-добрите наемници, които са се били в Африка, майор Шанън. Условия на договора: 100 дни и 100 000 паунда. Шанън трябва да изготви и извърши преврата и убийството на президента на републиката Зангаро Жан Кимба.
... За тази необичайна и трудна „работа“ Шанън привлича най-близките си приятели наемници, с които майорът се е сражавал в Африка. Закупува се военно оборудване и оръжия, и дори един малък кораб, с който планират тихо да доплуват до брега на Зангаро и да дебаркират там. Всичко върви добре и гладко, в съответствие с плана, разработен от Шанън.
... Изминават 100 дни. В деня на „Х“ на нощния бряг слизат, въоръжени до зъби, майор Шанън, неговите колеги и малка команда от африкански войници. Държавният преврат и атентатът в двореца на президента започват...

## Адаптация
През 1980 г., на основата на романа, „Юнайтед Артистс“ и режисьорът Джон Ървин екранизират едноименния филм с участието на Кристофър Уокън и Том Беринджър. Филмът е заснет в Белиз Сити.